# Thoas fils d'Ornytion
Pour les articles homonymes, voir Thoas.
Dans la mythologie grecque, Thoas (en grec ancien Θόας / Thóas), fils d'Ornytion, est roi de Corinthe.
Selon Pausanias, Thoas succède à son père comme maître de Corinthe, tandis que son frère Phocos mène une colonie à Tithorée,. Thoas est le père de Damophon.